# Louvie-Soubiron
Louvie-Soubiron település Franciaországban, Pyrénées-Atlantiques megyében. Lakosainak száma 130 fő (2022. január 1.). Louvie-Soubiron Ferrières, Aste-Béon, Béost, Castet, Laruns, Louvie-Juzon és Arbéost községekkel határos.

## Népesség
A település népességének változása:
| Lakosok száma | 121  | 122  | 119  | 121  | 124  | 124  | 127  | 130  |
|               | 2013 | 2015 | 2017 | 2018 | 2019 | 2020 | 2021 | 2022 |